# Cryptocephalus paganensis
Cryptocephalus paganensis es una especie de insecto coleóptero de la familia Chrysomelidae.
Fue descrita científicamente en 1914 por Pic.